# Andrew Young (Regisseur)
Andrew L. Young (* 1960 in New York City, New York) ist ein US-amerikanischer Filmregisseur, Kameramann und Produzent, bekannt ist er für die Oscar nominierte Dokumentation Ein sizilianisches Schicksal.

## Leben
Young absolvierte sein Studium der Physical Anthropology an der Yale University und erlangte dort auch seinen Master-Abschluss. Im Jahr 1991 gründete er zusammen mit Susan Todd die Produktionsfirma Archipelago Films, die sie bis heute gemeinsam leiten. Zusätzlich gründeten sie 2015 die Arise Media, eine gemeinnützige Organisation, die sich mit sozialen und Umweltproblemen auf medialer Ebene auseinandersetzt.
Für den Dokumentarfilm Ein sizilianisches Schicksal (Children of Fate: Life and Death in a Sicilian Family) waren er und Todd bei der Oscarverleihung 1994 in der Kategorie „Bester Dokumentarfilm“ nominiert. Der Film erhielt bereits 1993 auf dem Sundance Film Festival den Preis für den besten Dokumentarfilm (Excellence in Cinematography Award Documentary). Im Film wird das Porträt von drei Generationen einer sizilianischen Familie gezeichnet, die in Armut lebt, im Fokus steht dabei Angela. Der Film knüpft 30 Jahre später an die Geschichte der Dokumentation Cortile Cascino an, die 1961 vom Vater des Regisseurs, Robert M. Young, umgesetzt wurde.
Für Lives in Hazard wurden die beiden von der Directors Guild of America im Jahr 1995 für den DGA nominiert. Beim Sundance Film Festival 1996 erhielten sie eine Auszeichnung für den Film Cutting Loose.

## Filmografie (Auswahl)

### Regisseur

#### Filme
- 1984: Amazonia: A Celebration of Life
- 1991: The Spirit of Kuna Yala
- 1993: Ein sizilianisches Schicksal (Children of Fate: Life and Death in a Sicilian Family)
- 1994: Lives in Hazard
- 1995: Cutting Loose
- 1995: It Ain't Love
- 1999: Saving Africa's Forests
- 2000: Americanos: Latino Life in the United States
- 2005: The Last Royals
- 2012: Unburden
- 2016: Disturbing the Peace
- 2018: Backyard Wilderness
- 2022: Wings Over Water

#### Serien
- 1998–2001: The Living Edens (2 Folgen)
- 2002–2009: Wide Angle (1 Folge)
- 2005: Rx for Survival: A Global Health Challenge (1 Folge)

### Kameramann

#### Filme
- 1984: Amazonia: A Celebration of Life
- 1991: The Spirit of Kuna Yala
- 1994: Lives in Hazard
- 1995: Cutting Loose
- 1999: Saving Africa's Forests
- 2003: Inca Mummies: Secrets of a Lost World
- 2003: Dawn of the Maya
- 2006: Last Stop Kew Gardens
- 2009: A Place Out of Time: The Bordentown School
- 2011: Mothers of Bedford
- 2011: 9/11: Where Were You?
- 2012: Slavery by Another Name
- 2013: Running from Crazy
- 2013: 24/7/365: The Evolution of Emergency Medicine
- 2019: The Sound of a Wild Snail Eating

#### Serien
- 1984: Die Erde lebt (1 Folge)
- 1990: Spiele des Lebens (6 Folgen)
- 1998–2001: The Living Edens (3 Folgen)
- 2002–2009: Wide Angle (2 Folgen)
- 2004: Gallery Tours (1 Folge)

- 2005: Rx for Survival: A Global Health Challenge (1 Folgen)
- 1982– : Nature (PBS) (4 Folgen)
- 2021: American Veteran  (PBS) (4 Folgen)
- 2021–2022: Claire RockSmith (36 Folgen)
- 1982– : American Experience (PBS) (12 Folgen)
- 2023: Extraordinary Birder with Christian Cooper (5 Folgen)